# VCS 3
El VCS3 és un sintetitzador, i com a tal, és un instrument musical electrònic. El VCS 3 va ser desenvolupat per Peter Zinovieff i David Cockrell, que van fundar el 1969 l'empresa EMS (Electronic Music Studios). Les sigles VCS significaven Voltage Controlled Synthesizer, mentre que la xifra 3 refereix al nombre d'oscil·ladors què contenia.Tenia una carcassa de fusta amb forma de L d'uns 45 centímetres d'alçada.
Era prou lleuger perquè una sola persona pogués transportar-lo, pel que podia ser usat en directe. No obstant això, –encara que va aconseguir gran difusió– tenia un gran problema: l'estabilitat tonal n'era pobre, i per això no romania afinat durant tot un concert. A més, no tenia un teclat corrent associat, el que el feia més apropiat per a efectes de so que per melodies.

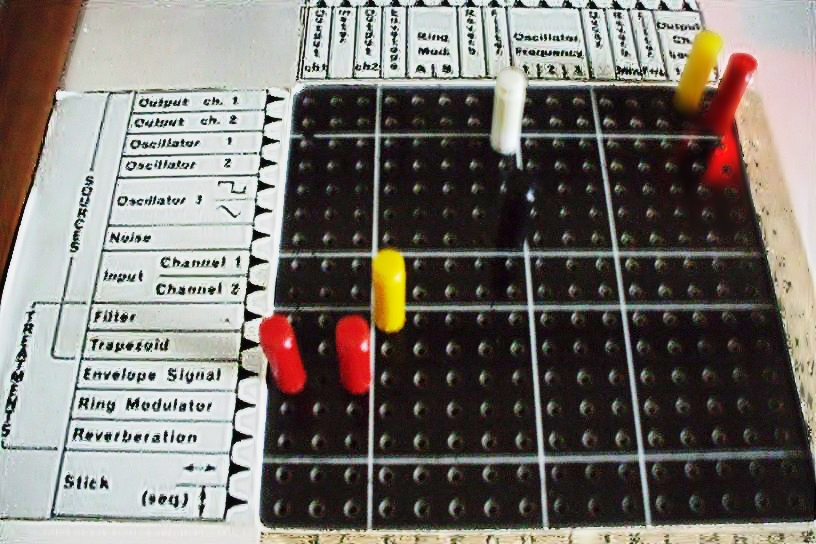

Com el Moog, el VCS3 també era modular, però usava pins, en lloc de cables, per interconnectar els circuits com faria després l'ARP 2500.
Va ser utilitzat en els anys setanta del segle xx pels grans grups de rock simfònic: Curved Air, Pink Floyd, The Moody Blues i King Crimson; així com per grups amb so experimental com Roxy Music de la mà de Brian Eno.

## Llista de músics que han utilitzat l'instrument
- Lucio Battisti
- Franco Battiato
- Chemical Brothers
- Vince Clarke
- Brian Eno
- The Who
- Morgan Fisher
- Pink Floyd
- King Crimson
- Tim Blake
- TONTO's Expanding Head Band
- The Moody Blues
- Edgar Froese
- Jean Ven Robert Hal
- LCD Soundsystem
- Aphex Twin
- Jean Michel Jarre
- Todd Rundgren
- Klaus Schulze
- Ozric Tentacles
- Roxy Music
- Tangerine Dream
- David Vorhaus
- Andy Whitmore
- Zorch
- Gustavo Cerati